# Eliduc

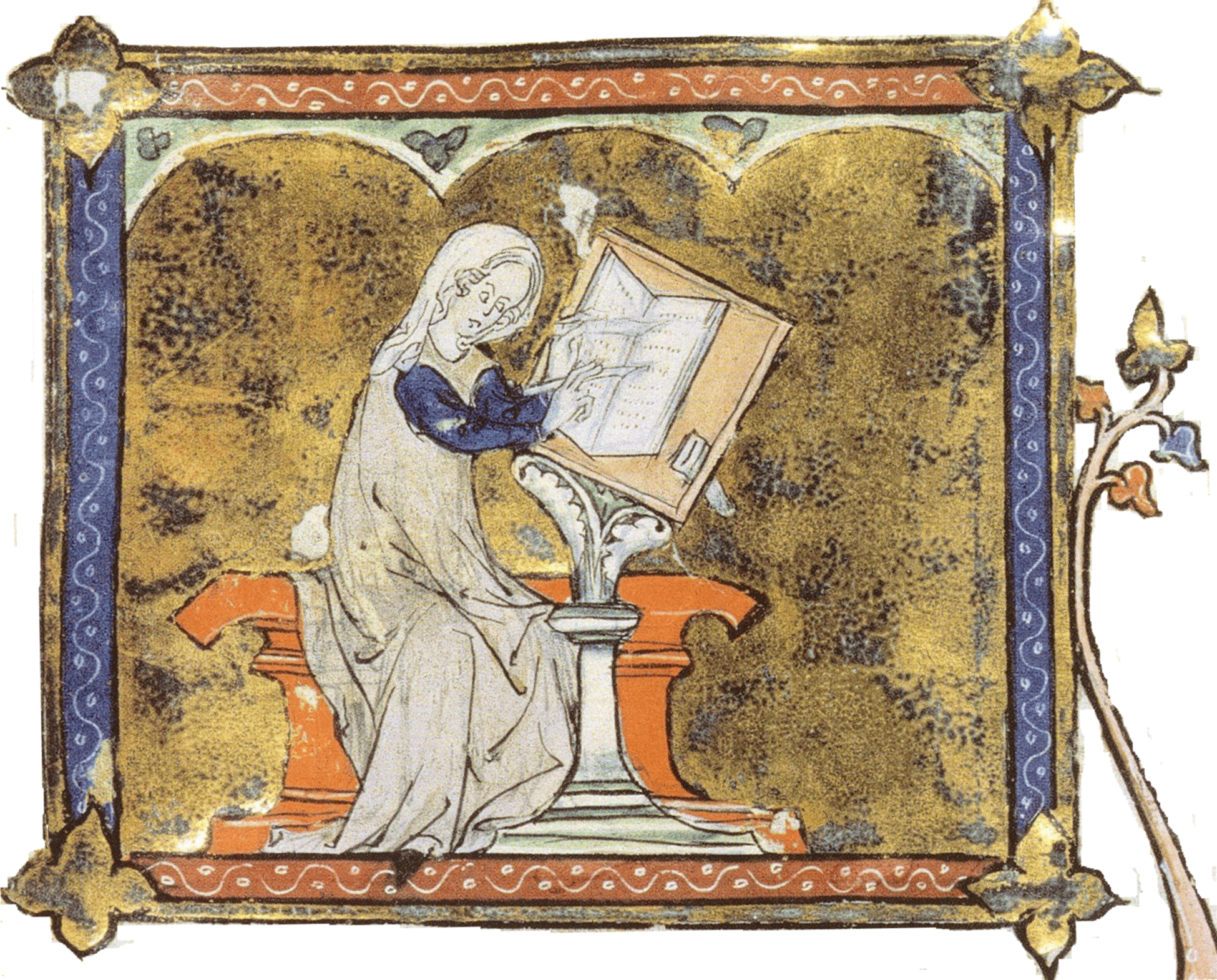
Enluminure représentant Marie de France, Paris, BnF, Bibliothèque de l'Arsenal, Ms. 3142, 256.

Eliduc est un lai breton écrit par Marie de France dans le cours du XIIe siècle. C'est le douzième et dernier du recueil des Lais de Marie de France. Composé de 1 184 octosyllabes, c'est le plus long du recueil. La poétesse donne, au vers 22, les noms Guildeluec et Guilladon comme titres alternatifs du lai, en référence aux deux personnages féminins.

## Résumé
Eliduc est un valeureux et brave chevalier  breton, marié à une très belle jeune fille nommée Guildeluec. Il a pour seigneur le roi de Petite Bretagne. À cause de calomnies, le roi perd son affection pour Eliduc, qui décide de partir au royaume de Logres pour louer ses services, en laissant sa femme sur ses terres, après lui avoir donné des vœux de fidélité. Le chevalier se met au service d'un homme puissant près d'Exeter, et lui permet par sa bravoure de remporter la guerre contre son voisin. La fille du roi,  Guilliadon, tombe amoureuse d'Eliduc, qui tombe amoureux en retour.  Guilliadon envoie le lendemain à Eliduc un anneau et une ceinture, qu'il accepte de porter. Eliduc vit un dilemme moral entre son serment de fidélité à sa femme et son amour pour la jeune fille. Il s'engage tout de même avec la jeune fille. Pendant ce temps, le roi de Petite Bretagne cherche à le faire revenir, car il a subi de nombreux dommages depuis le départ de son fidèle serviteur. Eliduc décide donc de retourner aider son seigneur, en affirmant à l'homme d'Exeter qu'il reviendra l'aider par la suite.  Guilliadon fixe un rendez-vous au terme duquel Eliduc doit revenir. Ce dernier conclut rapidement la paix avec les ennemis de son seigneur, et retourne près d'Exeter avant le terme promis, non sans que sa femme se soit interrogée sur son attitude. Ayant retraversé la mer, Eliduc enlève  Guilliadon, et ils repartent secrètement pour la Petite Bretagne. Sur le bateau éclate une violente tempête. Un matelot accuse Eliduc d'avoir provoqué la colère de Dieu en ayant deux femmes ; c'est ainsi que  Guilliadon apprend que son amant est déjà marié ; elle tombe évanouie et semble morte. Eliduc, affligé, décide de l'enterrer dans une chapelle où habite un ermite de sa connaissance. Arrivés à la chapelle, il s'avère que l'ermite est mort depuis huit jours. Il couche son amie devant l'autel. Revenu chez lui, il est las et tourmenté, ce qui afflige sa femme. Chaque jour, il retourne voir le corps de  Guilliadon à la chapelle ; celui-ci reste inanimé, mais son teint demeure vermeil. Sa femme le fait épier et va à la chapelle. Elle comprend l'histoire et déplore la mort de la jeune fille. Alors passe une belette, que le valet tue d'un bâton. Aussitôt, une autre belette surgit, se désole de la mort de sa compagne et s'en va cueillir une fleur qui, placée dans la bouche de la morte, lui redonne vie. Guildeluec récupère cette fleur vermeille et la place dans la bouche de  Guilliadon. La jeune fille se réveille. Les deux femmes se racontent leurs histoires et relations respectives avec Eliduc. Guideluec décide d'entrer en religion, pour laisser Eliduc et  Guilliadon vivre leur amour ; elle fonde un monastère près de l'ermitage où était endormie Guilliadon.

## Analyse
Ce lai est le dernier et le plus long du recueil de lais de Marie de France. 
Le lai a pour titre alternatif Guidelüec ha  Guilliadon. La conjonction ha est bretonne et non française, ce qui montre que la poétesse a connu un texte qui portait ce titre et illustre, selon Brugger, « les relations étroites des lais bretons avec leurs sources bretonnes »,. Le nom d'Eliduc provient également de la tradition bretonne, puisqu'il figure aussi dans le roman médiéval Ille et Galeron de Gautier d'Arras.
De nombreux récits médiévaux explorent le thème narratif du « mari aux deux femmes ». L'épisode de l'orage en bateau, dans lequel un matelot fait part de la croyance qu'un péché entraîne la tempête, est un motif traditionnel dans les récits de mer, que ce soit dans l'histoire biblique de Jonas, chez les auteurs gréco-latins et dans la littérature celtique. Le motif de la belette amenant la plante guérisseuse est également connu en Grèce ancienne et dans plusieurs textes du Moyen-âge.